# Casandria lignaris
Casandria lignaris là một loài bướm đêm trong họ Noctuidae.